# Europees kampioenschap voetbal onder 18 - 1976
Het Europees kampioenschap voetbal onder 18 van 1976  (officieel UEFA Jeugdtoernooi 1976) was de 29e editie van het, door de UEFA georganiseerde, voetbaltoernooi van speler onder de 18 jaar. 
Het toernooi werd tussen 28 mei en 6 juni 1976 gespeeld in Hongarije. Er deden 16 teams mee. Voorafgaand aan het toernooi werd een kwalificatie afgewerkt. De Sovjet-Unie werd voor de 3e keer winnaar. De finale in Boedapest werd met 1–0 gewonnen van Hongarije. Spanje werd derde.
Dit toernooi dient tevens als kwalificatietoernooi voor het wereldkampioenschap voetbal onder 20 van 1977. Zes landen van dit toernooi plaatsen zich, dat zijn Sovjet-Unie, Hongarije, Spanje, Hongarije, Oostenrijk en Italië.

## Kwalificatie
| Pos. | Land      | DV | DV | Ptn. |
| ---- | --------- | -- | -- | ---- |
| 1    | Nederland | 1  | 0  | 3    |
| 2    | Ierland   | 0  | 1  | 1    |

| Pos. | Land     | DV | DV | Ptn. |
| ---- | -------- | -- | -- | ---- |
| 1    | Wales    | 3  | 3  | 2    |
| 2    | Engeland | 3  | 3  | 2    |

| Pos. | Land      | DV | DV | Ptn. |
| ---- | --------- | -- | -- | ---- |
| 1    | IJsland   | 2  | 0  | 4    |
| 2    | Luxemburg | 0  | 2  | 0    |

| Pos. | Land          | DV              | DV              | Ptn.            |
| ---- | ------------- | --------------- | --------------- | --------------- |
| 1    | Noord-Ierland | automatisch     | automatisch     | automatisch     |
| 2    | Schotland     | trok zich terug | trok zich terug | trok zich terug |

| Pos. | Land       | DV | DV | Ptn. |
| ---- | ---------- | -- | -- | ---- |
| 1    | Denemarken | 3  | 1  | 3    |
| 2    | Polen      | 1  | 3  | 1    |

| Pos. | Land                           | DV | DV | Ptn. |
| ---- | ------------------------------ | -- | -- | ---- |
| 1    | Sovjet-Unie                    | 3  | 1  | 3    |
| 2    | Duitse Democratische Republiek | 1  | 3  | 1    |

| Pos. | Land      | DV | DV | Ptn. |
| ---- | --------- | -- | -- | ---- |
| 1    | Finland   | 3  | 1  | 3    |
| 2    | Noorwegen | 1  | 3  | 1    |

| Pos. | Land           | DV | DV | Ptn. |
| ---- | -------------- | -- | -- | ---- |
| 1    | West-Duitsland | 1  | 1  | 2    |
| 2    | Zweden         | 1  | 1  | 2    |

| Pos. | Land   | DV | DV | Ptn. |
| ---- | ------ | -- | -- | ---- |
| 1    | Italië | 4  | 2  | 3    |
| 2    | België | 2  | 4  | 1    |

| Pos. | Land        | DV | DV | Ptn. |
| ---- | ----------- | -- | -- | ---- |
| 1    | Zwitserland | 1  | 1  | 2    |
| 2    | Portugal    | 1  | 1  | 2    |

| Pos. | Land      | DV | DV | Ptn. |
| ---- | --------- | -- | -- | ---- |
| 1    | Frankrijk | 4  | 1  | 4    |
| 2    | Malta     | 1  | 4  | 0    |

| Pos. | Land          | DV | DV | Ptn. |
| ---- | ------------- | -- | -- | ---- |
| 1    | Spanje        | 9  | 1  | 4    |
| 2    | Liechtenstein | 1  | 9  | 0    |

| Pos. | Land     | DV | DV | Ptn. |
| ---- | -------- | -- | -- | ---- |
| 1    | Tsjechië | 4  | 2  | 3    |
| 2    | Roemenië | 2  | 4  | 1    |

| Pos. | Land        | DV | DV | Ptn. |
| ---- | ----------- | -- | -- | ---- |
| 1    | Joegoslavië | 4  | 4  | 2    |
| 2    | Bulgarije   | 4  | 4  | 2    |

| Pos. | Land       | DV | DV | Ptn. |
| ---- | ---------- | -- | -- | ---- |
| 1    | Turkije    | 2  | 1  | 3    |
| 2    | Oostenrijk | 1  | 2  | 1    |

## Groepsfase

### Groep A
| Pos. | Land        | GW | W | G | V | DV | DT | +/− | Ptn. |
| ---- | ----------- | -- | - | - | - | -- | -- | --- | ---- |
| 1    | Hongarije   | 3  | 2 | 0 | 1 | 6  | 5  | +1  | 4    |
| 2    | Wales       | 3  | 2 | 0 | 1 | 3  | 2  | +1  | 4    |
| 3    | Joegoslavië | 3  | 1 | 0 | 2 | 6  | 7  | –1  | 2    |
| 4    | Italië      | 3  | 1 | 0 | 2 | 3  | 4  | –1  | 2    |

|             |       |     |             |        |
| 28 mei 1976 | Wales | 2–1 | Joegoslavië | Hatvan |
| 28 mei 1976 |       |     |             | Hatvan |

|             |           |     |        |      |
| 28 mei 1976 | Hongarije | 2–1 | Italië | Eger |
| 28 mei 1976 |           |     |        | Eger |

|             |        |     |             |          |
| 30 mei 1976 | Italië | 2–1 | Joegoslavië | Gyöngyös |
| 30 mei 1976 |        |     |             | Gyöngyös |

|             |           |     |       |      |
| 30 mei 1976 | Hongarije | 1–0 | Wales | Eger |
| 30 mei 1976 |           |     |       | Eger |

|             |             |     |           |          |
| 1 juni 1976 | Joegoslavië | 4–3 | Hongarije | Gyöngyös |
| 1 juni 1976 |             |     |           | Gyöngyös |

|             |       |     |        |      |
| 1 juni 1976 | Wales | 1–0 | Italië | Eger |
| 1 juni 1976 |       |     |        | Eger |

### Groep B
| Pos. | Land        | GW | W | G | V | DV | DT | +/− | Ptn. |
| ---- | ----------- | -- | - | - | - | -- | -- | --- | ---- |
| 1    | Spanje      | 3  | 2 | 1 | 0 | 5  | 0  | +5  | 5    |
| 2    | Zwitserland | 3  | 1 | 2 | 0 | 1  | 0  | +1  | 4    |
| 3    | IJsland     | 3  | 0 | 2 | 1 | 0  | 3  | –3  | 2    |
| 4    | Turkije     | 3  | 0 | 1 | 2 | 0  | 3  | –3  | 1    |

|             |        |     |         |          |
| 28 mei 1976 | Spanje | 2–0 | Turkije | Debrecen |
| 28 mei 1976 |        |     |         | Debrecen |

|             |             |     |         |        |
| 28 mei 1976 | Zwitserland | 0–0 | IJsland | Téglás |
| 28 mei 1976 |             |     |         | Téglás |

|             |         |     |         |                |
| 30 mei 1976 | Turkije | 0–0 | IJsland | Hajdúszoboszló |
| 30 mei 1976 |         |     |         | Hajdúszoboszló |

|             |        |     |             |              |
| 30 mei 1976 | Spanje | 0–0 | Zwitserland | Püspökladány |
| 30 mei 1976 |        |     |             | Püspökladány |

|             |        |     |         |                |
| 1 juni 1976 | Spanje | 3–0 | IJsland | Hajdúszoboszló |
| 1 juni 1976 |        |     |         | Hajdúszoboszló |

|             |             |     |         |          |
| 1 juni 1976 | Zwitserland | 1–0 | Turkije | Debrecen |
| 1 juni 1976 |             |     |         | Debrecen |

### Groep C
| Pos. | Land           | GW | W | G | V | DV | DT | +/− | Ptn. |
| ---- | -------------- | -- | - | - | - | -- | -- | --- | ---- |
| 1    | Frankrijk      | 3  | 2 | 1 | 0 | 5  | 1  | +4  | 5    |
| 2    | West-Duitsland | 3  | 2 | 0 | 1 | 5  | 6  | –1  | 4    |
| 3    | Tsjechië       | 3  | 2 | 0 | 1 | 5  | 6  | –1  | 2    |
| 4    | Finland        | 3  | 0 | 1 | 2 | 1  | 3  | –2  | 1    |

|             |                |     |         |         |
| 28 mei 1976 | West-Duitsland | 2–1 | Finland | Tapolca |
| 28 mei 1976 |                |     |         | Tapolca |

|             |           |     |          |      |
| 28 mei 1976 | Frankrijk | 2–1 | Tsjechië | Pápa |
| 28 mei 1976 |           |     |          | Pápa |

|             |           |     |                |      |
| 30 mei 1976 | Frankrijk | 3–0 | West-Duitsland | Ajka |
| 30 mei 1976 |           |     |                | Ajka |

|             |          |     |         |          |
| 30 mei 1976 | Tsjechië | 1–0 | Finland | Veszprém |
| 30 mei 1976 |          |     |         | Veszprém |

|             |                |     |          |              |
| 1 juni 1976 | West-Duitsland | 3–2 | Tsjechië | Balatonfűzfő |
| 1 juni 1976 |                |     |          | Balatonfűzfő |

|             |           |     |         |           |
| 1 juni 1976 | Frankrijk | 0–0 | Finland | Várpalota |
| 1 juni 1976 |           |     |         | Várpalota |

### Groep D
| Pos. | Land          | GW | W | G | V | DV | DT | +/− | Ptn. |
| ---- | ------------- | -- | - | - | - | -- | -- | --- | ---- |
| 1    | Sovjet-Unie   | 3  | 3 | 0 | 0 | 8  | 0  | +8  | 6    |
| 2    | Denemarken    | 3  | 2 | 0 | 1 | 8  | 7  | +1  | 4    |
| 3    | Nederland     | 3  | 1 | 0 | 2 | 4  | 6  | –2  | 2    |
| 4    | Noord-Ierland | 3  | 0 | 0 | 3 | 3  | 10 | –7  | 0    |

|             |             |     |           |             |
| 28 mei 1976 | Sovjet-Unie | 3–0 | Nederland | Szombathely |
| 28 mei 1976 |             |     |           | Szombathely |

|             |            |     |               |        |
| 28 mei 1976 | Denemarken | 5–3 | Noord-Ierland | Kőszeg |
| 28 mei 1976 |            |     |               | Kőszeg |

|             |           |     |               |         |
| 30 mei 1976 | Nederland | 3–0 | Noord-Ierland | Körmend |
| 30 mei 1976 |           |     |               | Körmend |

|             |             |     |            |             |
| 30 mei 1976 | Sovjet-Unie | 3–0 | Denemarken | Szombathely |
| 30 mei 1976 |             |     |            | Szombathely |

|             |            |     |           |             |
| 1 juni 1976 | Denemarken | 2–1 | Nederland | Szombathely |
| 1 juni 1976 |            |     |           | Szombathely |

|             |             |     |               |        |
| 1 juni 1976 | Sovjet-Unie | 2–0 | Noord-Ierland | Sárvár |
| 1 juni 1976 |             |     |               | Sárvár |

## Knock-outfase
|  | Halve finale       | Halve finale       |   |                    | Finale             | Finale |
|  |                    |                    |   |                    |                    |        |
|  | 4 juni – Boedapest |                    |   |                    |                    |        |
|  | Hongarije          | 1 (4)              |   |                    |                    |        |
|  | Frankrijk          | 1 (3)              |   |                    |                    |        |
|  |                    |                    |   |                    |                    |        |
|  |                    |                    |   |                    | 6 juni – Boedapest |        |
|  |                    |                    |   |                    | Sovjet-Unie        | 1      |
|  |                    | Hongarije          | 0 |                    |                    |        |
|  |                    |                    |   |                    |                    |        |
|  |                    |                    |   |                    | Derde plaats       |        |
|  | 4 juni – Boedapest | 4 juni – Boedapest |   | 6 juni – Boedapest | 6 juni – Boedapest |        |
|  | Sovjet-Unie        | 3                  |   | Spanje             | 3                  |        |
|  | Spanje             | 0                  |   |                    | Frankrijk          | 0      |

### Finale
|             |             |     |           |                      |
| 6 juni 1976 | Sovjet-Unie | 1–0 | Hongarije | Boedapest, Hongarije |
| 6 juni 1976 |             |     |           | Boedapest, Hongarije |